# Melanargia antioxora
Melanargia antioxora är en fjärilsart som beskrevs av Charles Oberthür 1896. Melanargia antioxora ingår i släktet Melanargia och familjen praktfjärilar. Inga underarter finns listade i Catalogue of Life.